# Chatyng-Jurjach
Il Chatyng-Jurjach (in russo Хатынг-Юрях?) è un fiume della Siberia Orientale (Sacha-Jacuzia), affluente di destra della Lungcha e subaffluente della Lena.
Nasce dal versante settentrionale delle Alture della Lena e percorre parte del bassopiano della Jacuzia centrale scorrendo in direzione nord-orientale, poi nel basso corso settentrionale. Sfocia nella Lungcha a 52 km dalla foce. La lunghezza del fiume è di 315 km, il bacino imbrifero è di 2 570 km².